# Taconera
La Taconera (en euskera Taconera) de Pamplona es una zona situada hoy al oeste del Casco histórico, por tanto, en un lugar cénctrico de la ciudad, y actualmente ocupada en su mayor parte por un parque público, que recibe ese nombre.Nombre que también ostenta una corta calle que une el Paseo de Sarasate con la rotonda en que coincide la calle Navas de Tolosa y avenida de Gipúzcoa.

## Historia

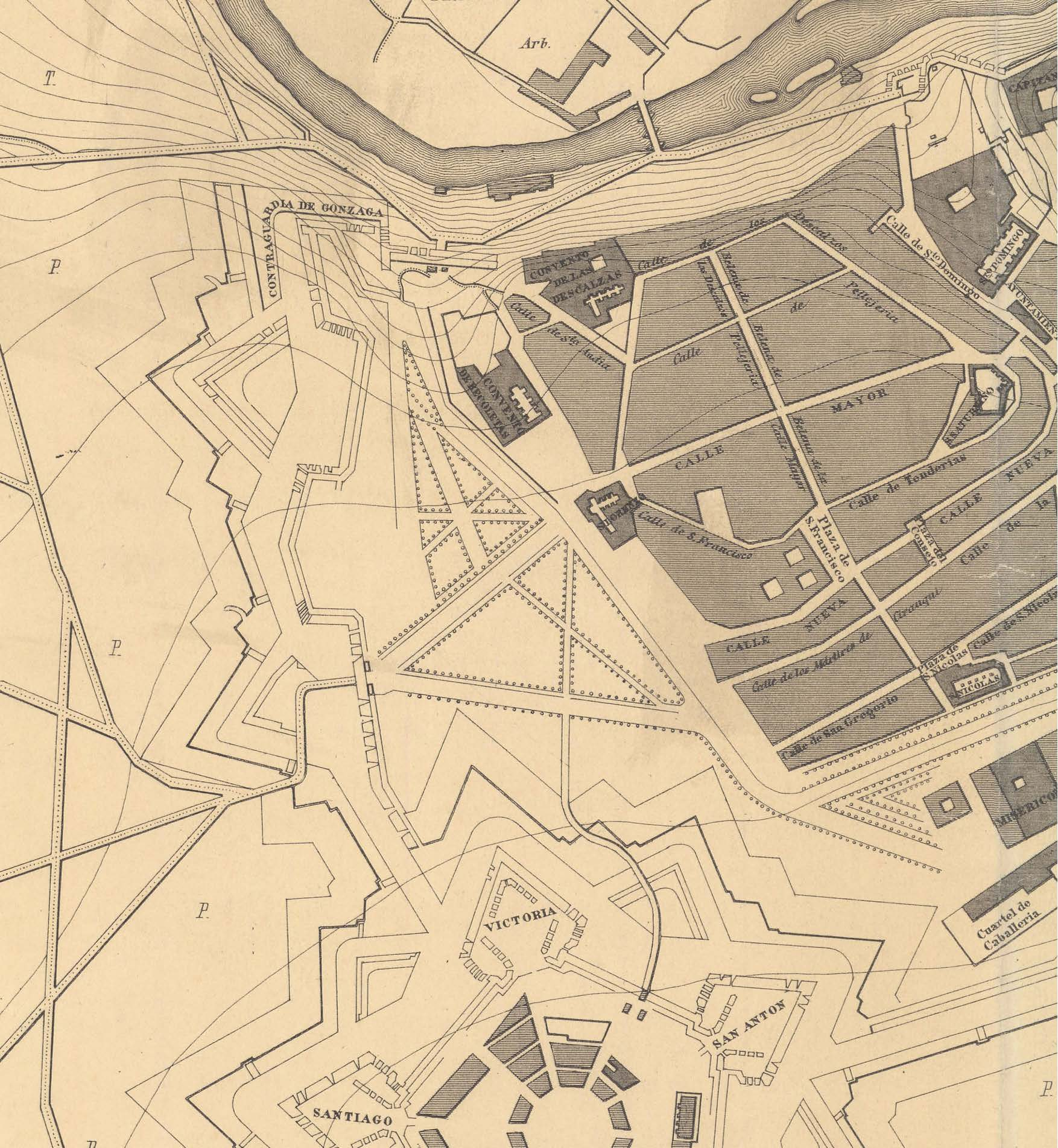
Los Jardines de la Taconera en un mapa de 1882 elaborado por una comisión de oficiales del Estado Mayor. Muestra las foritificaciones existentes.

El nombre de Taconera aparece en textos del siglo XIII prácticamente con esta grafía. El nombre oficial es 'La Taconera', desde el 22 de junio de 1992.[cita requerida] Los terrenos en que se sitúan se conocían en el siglo XII como el Llano hacia Barañáin, y ya en el siglo XIII aparece el nombre del Arenal, junto con l de la Taconer, que es el que se mantiene desde entonces. Para la palabra taconera se han propuesto dos orígenes: o bien el vasco con el significado, «de las puertas hacia fuera», lo que en Pamplona se ha conocido como «fuera puertas». O bien, formado sobre tocón, con el sufijo romance -era; cuyo origen podría ser 'romance sin especificar', con el sufijo romance -era; para indicar un lugar en que abundan los tocones.
En la Edad Media recibía ese nombre los terrenos que rodeaban al oeste y sur el núcleo urbano amurallado. Al construirse el recinto amurallado posterior a la Conquista, que ampliaba el perímetro de la ciudad, toda esa superficie quedó en el interior de las murallas, como un espacio libre entre la nueva Ciudadela y los edificios de la propia ciudad, que poco a poco se fue utilizando con distintos usos.[cita requerida] En 1830 en la zona situada al oeste del Casco histórico y las murallas se diseñó unos jardines de estilo francés. La construcción del Primer Ensanche, delimitó esos jardines de modo que el Parque de la Taconera quedó rodeado al sur, por la avenida de la Navas de Tolosa, que lo separan el Primer Ensanche; al este por la calle Taconera y su continuación en la avenida de Guipúzcoa; y al norte y oeste por las murallas de la ciudad.   
Las murallas que rodeaban la Taconera formaban el denominado frente de la Taconera, en el que se situaban comenzando por el nordeste la Puerta Nueva, a continuación del baluarte de Gonzaga, el baluarte de la Taconera y el portal de la Taconera. El muro cortina que unía el baluarte de Gonzaga con el de la Taconera era defendido por el revellínde  San Roque, y frente al portal de la Taconera se levantaba otro revellín.Parte de las murallas, en concreto, los portales de la Taconer y el Portal Nuevo, desaparecieron entre 1905 y 1906, tras la autorización de su derribo por una Real Orden, del 14 de junio de 1905 con el fin de facilitar el acceso de los vehículos.
Los escudos y la lápida del frontis del Portal de la Taconera, se conservaron en los almacenes municipales y con ellos en 2002 se reconstruyó el portal, situándolo en un lugar próximo al que ocupó, quedando ahora al final de la calle del Bosquecillo, paseo peatonal por el que discurre el Camino de Santiago al salir de la calle Mayor.[cita requerida]
El baluarte de Gonzaga proporcionaba una espléndida panorámica sobre el valle del Arga y los montes que al norte cierran la cuenca de Pamplona, por ello era conocido esa zona era conocida como el Mirador de la Taconera. En 1920 había sido autorizado mediante la Real Orden de 26 de septiembre de 1924 para la ampliación de ese mirador ocupando parte del glacis de las murallas hasta la cuesta de la Reina.Esa ampliación, llevada a cabo en 1925, alteró sustancialmente el baluarte de Gonzaga, cegándose el foso, demoliendo parte de sus muros, y recreciendo otros, de modo que nada queda actualmente reconocible de la configuración que mantuvo hasta ese año.
Parte de la Taconera y los terrenos que rodeaban las murallas eran del Ramo de Guerra, por lo que el Ayuntamiento solicitó en diversas ocasiones su cesión al municipio; finalmente en 1935 consiguió esos terrenos en precario, con la condición de destinarlos exclusivamente a parques y jardines para la ciudad, evitando cualquier construcción, permitiéndose solo obras de conservación.No obstante el Ayuntamiento pretendió efectuar algunas obras que suponían una mejora urbanística; precisamente esas posibles actuaciones urbanísticas, que podrían hacer desaparecer restos de la muralla impulsaron en 1939 la declaración como monumento nacional del conjunto subsistente de las murallas de Pamplona.que quedó bajo la salvaguarda de la Institución Príncipe de Viana, de la Diputación Foral de Navarra.
En 1942 se ejecutó un plan general de jardinería para la ampliación de los jardines, en la prolongación del Mirador, y la zona de las murallas que se conservaban; el proyecto fue preparado por Víctor Eusa, en ese momento arquitecto municipal de la ciudad, y el ingeniero municipal José Beraluce; hubo algunos contratiempos por opiniones dispares sobre el respeto al monumento, peor finalmente se resolvieron; se limpiaron los fosos y se resolvió el acceso a ellos para su mantenimiento.Se conservó así el baluarte de la Taconera, el revellín de San Roque, y en el lugar en que pudo estar el flanco izquierdo del baluarte de Gonzaga se erigió un monumento al rey Teobaldo I, sobre una galería de arcos góticos, procedentes del monasterio de Santa María de Marcilla; de aquel monumento actualmente solo se conserva esos arcos.En 1949 el parapeto y las cañoneras que coronaban el baluarte de la Taconera, fueron eliminados sustituyéndolo por un pretil de piedra más propio de un paseo.
A comienzos de la década de 1960 se construyó el actual Hotel Tres Reyes, rematando en el extremo del parque una de las perspectivas urbanas más bellas de Pamplona y creando una barrera entre la superficie restante (como espacio libre) de la Taconera y el resto de la ciudad. Otras actuaciones que eliminaron superficie del parque fueron la construcción de la piscina Larraina, ya en los años 30, y la construcción de la piscina de los militares, ambas en el extremo más alejado del casco urbano.
Esta zona estuvo limitada al también en una muralla construida entre los siglos XVI y XVII una puerta que recibió el nombre de Portal de Taconera, derribada en 1905 y reconstruida a escasos metros de su emplazamiento original en 2002, reutilizando algunos elementos que se conservaron. Es la que hoy se halla al final de la calle Navas de Tolosa.

## El parque actual

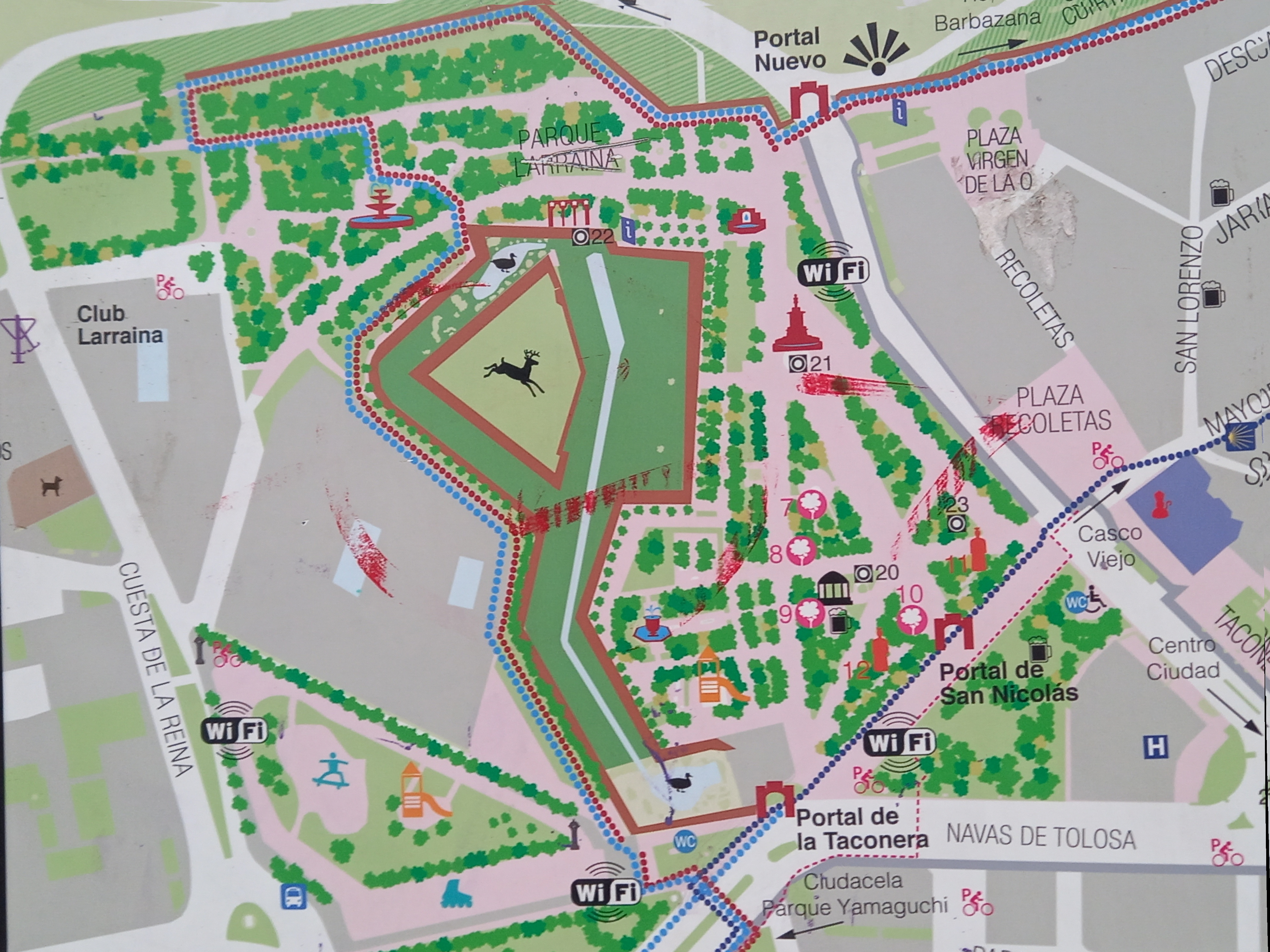
Plano de la Taconera en el cartel informativo en la entrada del Parque

### Monumentos
Varios monumentos se reparten por este parque dedicados a personajes navarros. El más significativo es el dedicado a Julián Gayarre, de Fructuoso Orduna, dominando el punto central del Paseo Central, que se inicia en la calle del Bosquecillo con el Portal de San Nicolás, perteneciente al antiguo recinto amurallado;En medio de la espesa vegetación, el monumento de la Mari Blanca, representación de la Beneficencia o la Abundancia, obra de Luis Paret y Alcazar que hasta 1910 coronó la fuente central de la plaza del Castillo, y en 1927 se trasladó a la Taconera; y el de Hilarión Eslava, de Juan Quevedo; anteriormente se situó en ese lugar un busto Pablo Sarasate, obra de León Barrenechea, que cuando fue sustituido por el de Eslava, y se trasladó a la fachada del Conservatorio Superior de Musivca Pablo Sarasate, en la calle Aoiz; por último, y no menos importante, dominando el foso, el dedicado a Teobaldo I, de Victoriano Juaristi, aunque falta la escultura del rey, muestra una antigua arcada gótica procedente del monasterio de Santa María de Marcilla. 

### Arbolado
Entre los árboles abundan hayas, magnolios y ejemplares de Ginkgo biloba. Destacan especialmente los siguientes ejemplares: un tejo en espiral, un fresno superviviente -el árbol más antiguo del parque- una sophora japónica péndula, varias secuoyas gigantes.

### Minizoo
Desde comienzos de los años setenta, la Taconera cuenta con un minizoo en el centro histórico de Pamplona, situado en los fosos de las fortificaciones que se conservan en la Taconera. Según datos recogidos en 2023, existen 282 animales, entre los que se encuentran rumiantes (ocho ciervas), diversas especies de anátidas (148 aves), gallináceas (123) y roedores (tres ardillas). A lo largo de este tiempo, se eliminaron los ciervos macho para evitar una consanguinidad excesiva.

## Galería de imágenes

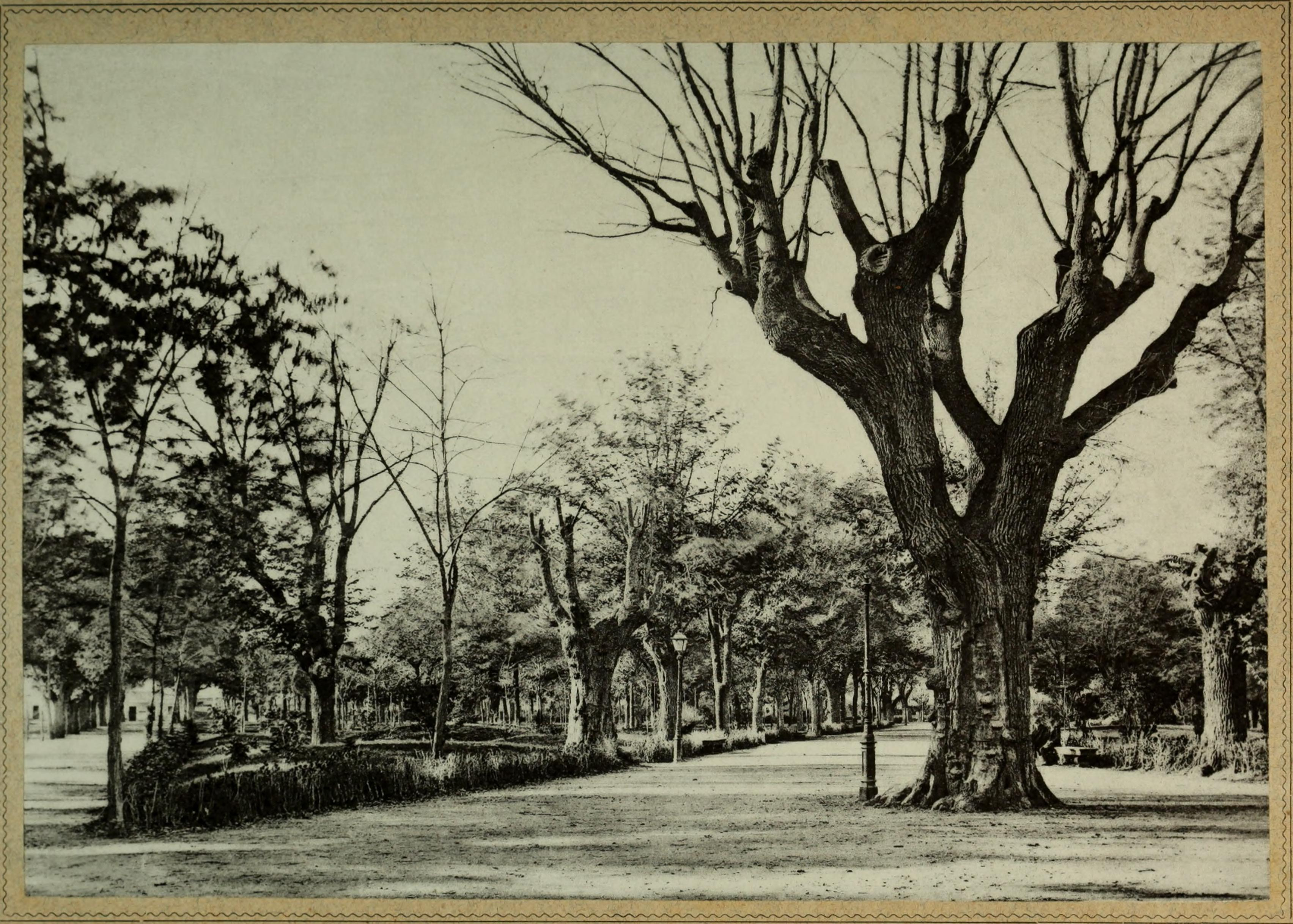
Vista de la Taconera en la segunda mitad del siglo XIX
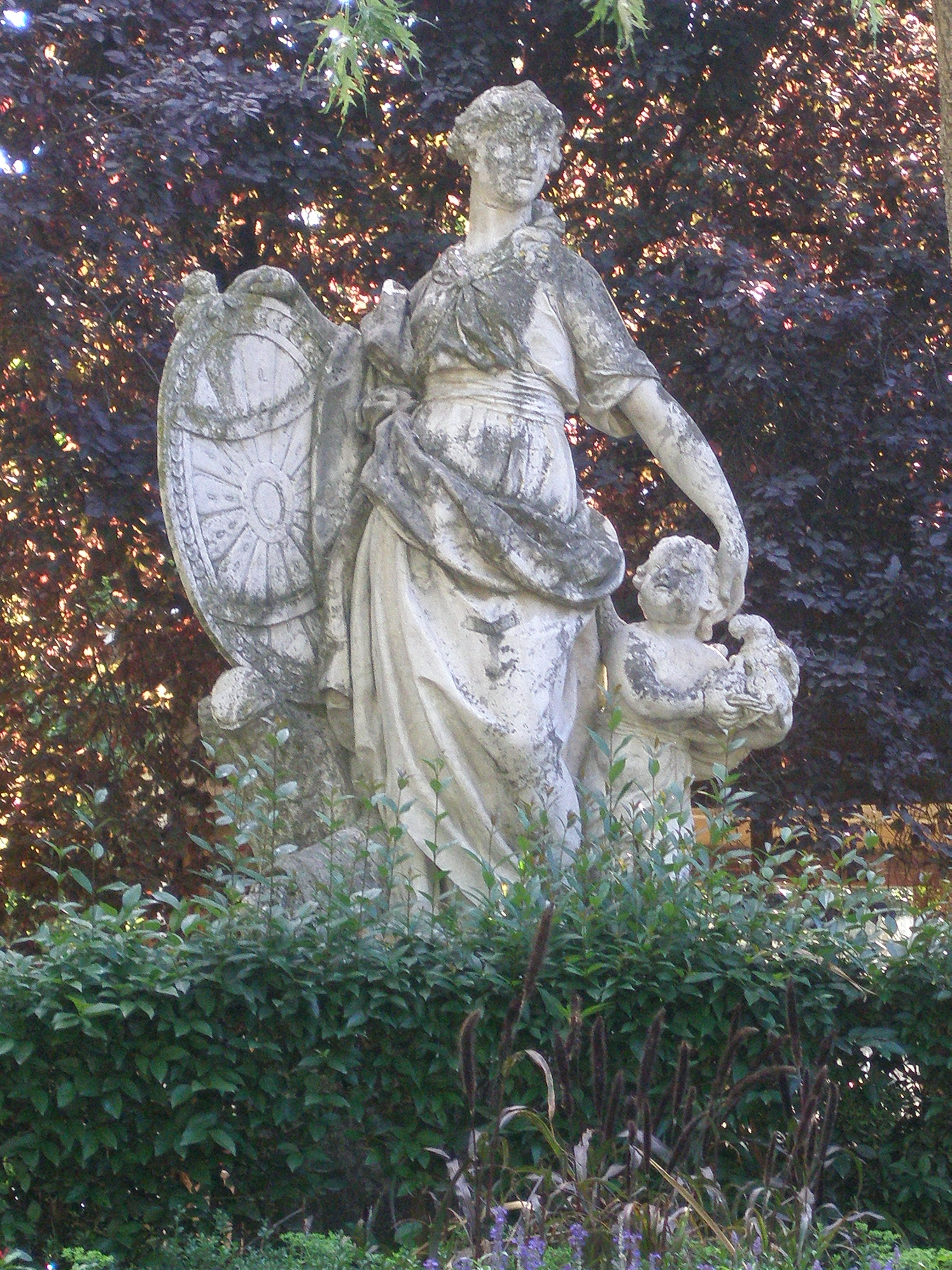
Estatua de la Mari Blanca, antes fuente en la Plaza del Castillo. Es una obra neoclásica de Luis Paret, una alegoría de la Abundancia
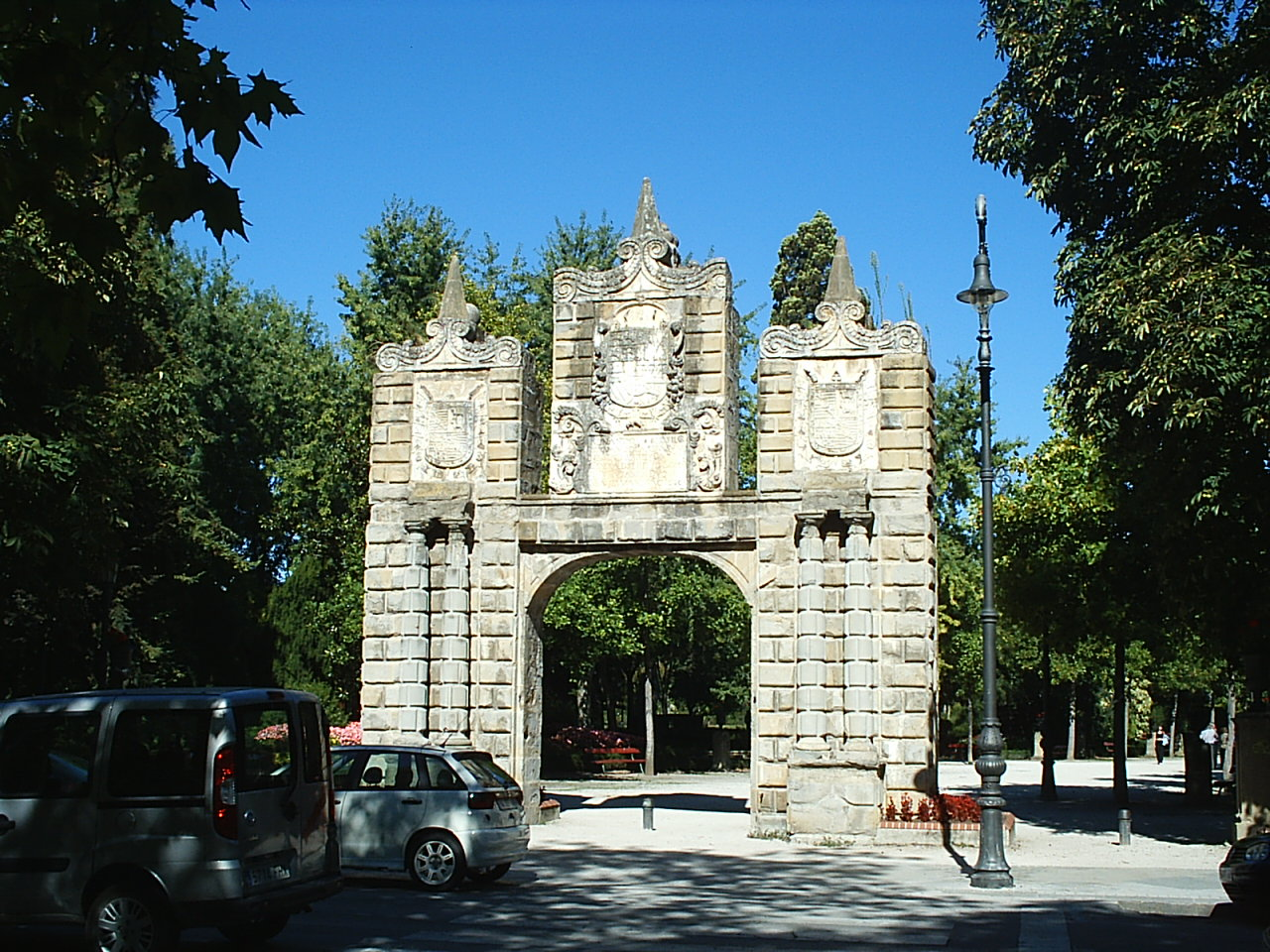
Portal de San Nicolás, reconstruido en 1929 en el parque de La Taconera de Pamplona
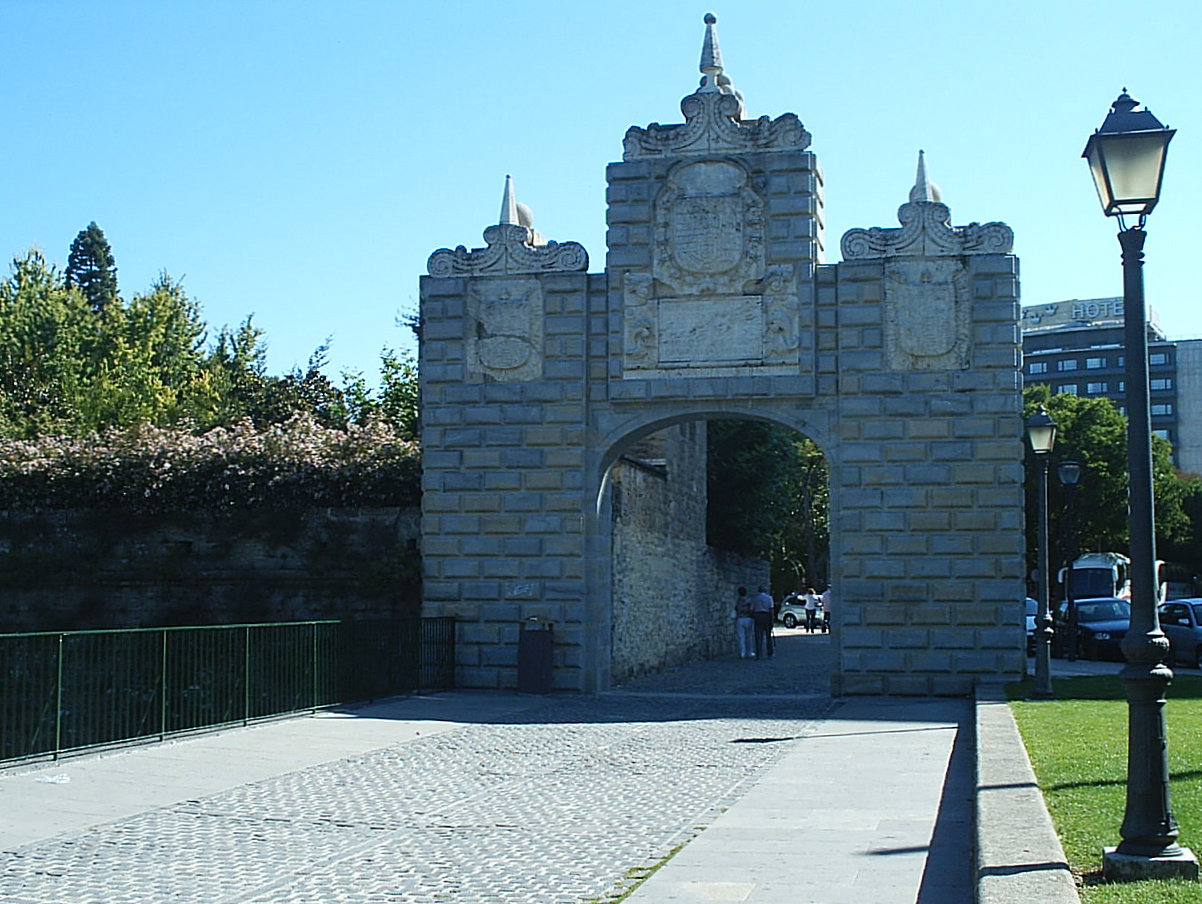
Portal de La Taconera de Pamplona
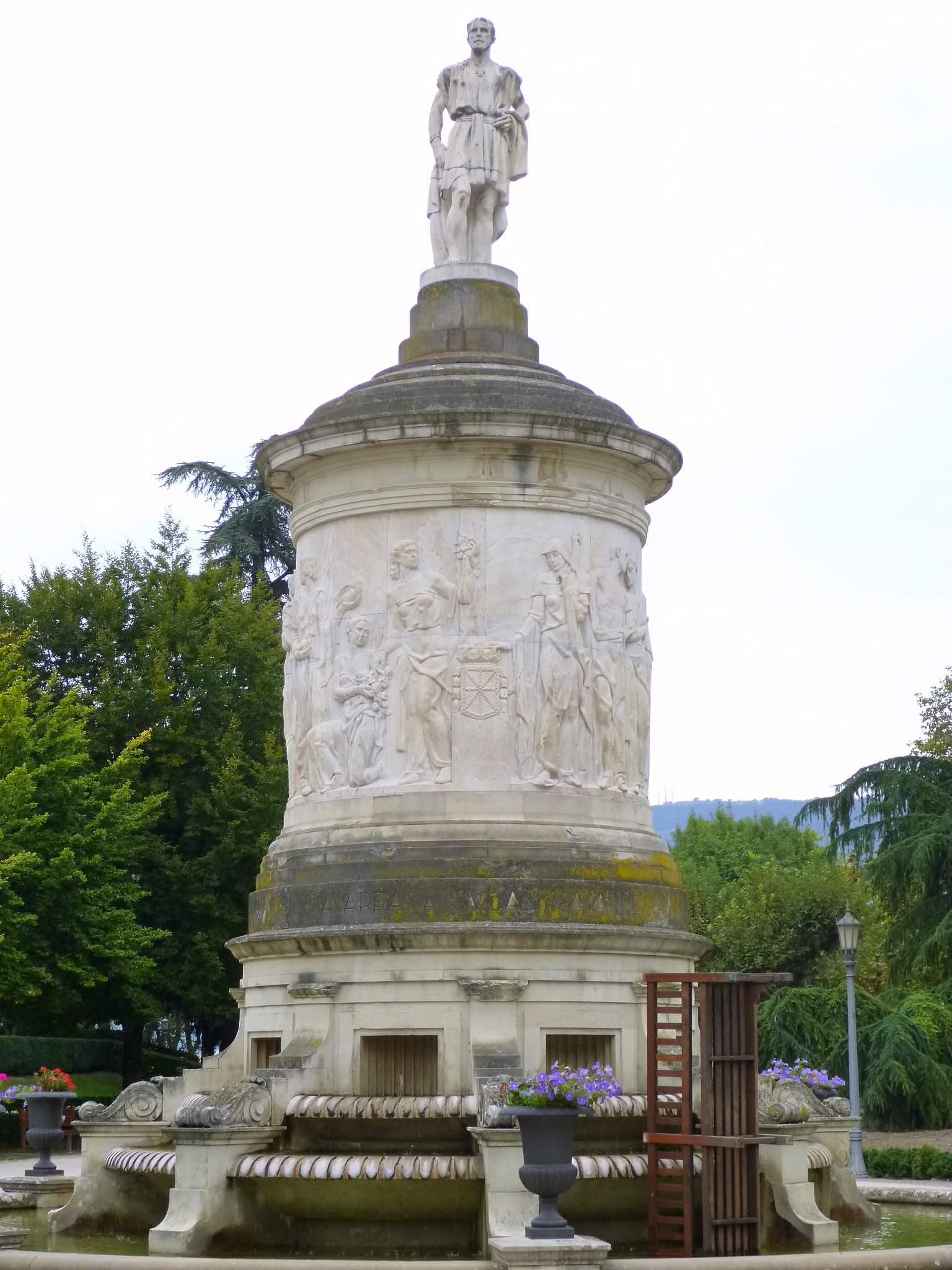
Monumento a Julián Gayarre